# Impianti sportivi dell'isola di Irlanda
Sono elencati i principali impianti sportivi dell'Irlanda intesa come isola, quindi senza distinzione territoriale tra l'Éire e l'Irlanda del Nord.
| Stadio                  | Città              | Propr.                                        | Uso                                  | Capienza          | Posti a sedere    | Ill. art. | Accesso                                                                | Servizi       |
| ----------------------- | ------------------ | --------------------------------------------- | ------------------------------------ | ----------------- | ----------------- | --------- | ---------------------------------------------------------------------- | ------------- |
| Páirc an Chrócaigh      | Dublino            | Gaelic Athletic Association                   | Calcio gaelico Hurling               | 82 500            | 69 500            | Sì        | Bus(città) Pullman Treno                                               | Gaa Museum    |
| Semple Stadium          | Thurles            | Gaelic Athletic Association                   | Calcio gaelico Hurling               | 55 000            | 36 000            | Sì        | Trasporto pubblico                                                     |               |
| Aviva Stadium           | Dublino            | Fed. rugbistica irl. Fed. calcistica irl.     | Rugby a 15 Calcio                    | 50 000 (dal 2010) | 50 000 (dal 2010) | Sì        |                                                                        | redevelopment |
| Gaelic Grounds          | Limerick           | Gaelic Athletic Association                   | Calcio gaelico Hurling               | 49 500            | 35 000            | Sì        | Trasporto pubblico                                                     |               |
| Páirc Uí Chaoimh        | Cork               | Gaelic Athletic Association                   | Calcio gaelico Hurling               | 43 500            | 19,500            | Sì        | Trasporto pubblico                                                     |               |
| Fitzgerald Stadium      | Killarney          | Gaelic Athletic Association                   | Calcio gaelico                       | 43,120            | 9,000             |           | Trasporto pubblico                                                     |               |
| McHale Park             | Castlebar          | Gaelic Athletic Association                   | Calcio gaelico                       | 36 000            | 35 000            |           | Trasporto pubblico                                                     |               |
| St. Tiernach's Park     | Clones             | Gaelic Athletic Association                   | Calcio gaelico                       | 36 000            |                   |           | Trasporto pubblico Archiviato il 7 giugno 2008 in Internet Archive.    |               |
| Pearse Stadium          | Galway             | Gaelic Athletic Association                   | Calcio gaelico Hurling               | 34 000            | 8 000             |           | Trasporto pubblico                                                     | Salthill      |
| Casement Park           | Belfast            | Gaelic Athletic Association                   | Calcio gaelico Hurling               | 32 000            | 8 000             | Sì        | Trasporto pubblico                                                     |               |
| Austin Stack Park       | Tralee             | Gaelic Athletic Association                   | Calcio gaelico Hurling               | 15 000            | 5 000             | Sì        | Trasporto pubblico                                                     |               |
| Kingspan Breffni Park   | Cavan              | Gaelic Athletic Association                   | Calcio gaelico                       | 32 000            | 10 000            | Sì        | -                                                                      |               |
| Nowlan Park             | Kilkenny           | Gaelic Athletic Association                   | Hurling                              | 30 000            | 19 000 (dal 2010) |           | Trasporto pubblico                                                     |               |
| Hyde Park               | Roscommon          | Gaelic Athletic Association                   | Calcio gaelico                       | 30 000            |                   |           | Trasporto pubblico                                                     |               |
| Páirc Tailteann         | Navan              | Gaelic Athletic Association                   | Calcio gaelico                       | 30 000            |                   | Sì        | Trasporto pubblico                                                     |               |
| Cusack Park             | Ennis              | Gaelic Athletic Association                   | Calcio gaelico Hurling               | 28 000            |                   |           | Trasporto pubblico                                                     |               |
| O'Moore Park            | Port Laoise        | Gaelic Athletic Association                   | Calcio gaelico Hurling               | 27 000            |                   |           | Trasporto pubblico                                                     |               |
| Thomond Park            | Limerick           | Fed. rugbistica irl.                          | Rugby a 15                           | 26 500            | 15 100            | Sì        | redevelopment                                                          |               |
| Healy Park              | Omagh              | Gaelic Athletic Association                   | Calcio gaelico                       | 25 000            |                   | Sì        | Trasporto pubblico                                                     |               |
| Wexford Park            | Wexford            | Gaelic Athletic Association                   | Calcio gaelico Hurling               | 25 000            |                   |           | Trasporto pubblico                                                     |               |
| St. Jarlath's Park      | Tuam               | Gaelic Athletic Association                   | Calcio gaelico Hurling               | 25 000            |                   |           | Trasporto pubblico Archiviato il 7 giugno 2008 in Internet Archive.    |               |
| Páirc na gCeilteach     | Derry              | Gaelic Athletic Association                   | Calcio gaelico Hurling               | 22 000            |                   | Sì        | Trasporto pubblico                                                     |               |
| Dr. Cullen Park         | Carlow             | Gaelic Athletic Association                   | Calcio gaelico Hurling               | 21 000            |                   |           | Trasporto pubblico                                                     |               |
| Windsor Park            | Belfast            | Linfield F.C. Naz. calcio nordirlandese       | Calcio                               | 20,332            |                   |           | Trasporto pubblico                                                     |               |
| Páirc Esler             | Newry              | Gaelic Athletic Association                   | Calcio gaelico Hurling               | 20 000            | 8 000             | Sì        | Trasporto pubblico                                                     |               |
| RDS Arena               | Dublino            | Royal Dublin Society                          | Equitazione Calcio rugby a 15        | 18 000            | 16,500            | Sì        | Trasporto pubblico: From city centre Dal porto Via treno               |               |
| Cusack Park (Mullingar) | Mullingar          | Gaelic Athletic Association                   | Calcio gaelico Hurling               | 15 000            | 15000             | Sì        | Trasporto pubblico: Stazione di Mullingar (via treno)                  |               |
| Ravenhill Stadium       | Belfast            | Fed. rugbistica irl.                          | Rugby a 15                           | 12 300            | 3,000             |           |                                                                        |               |
| Páirc Uí Rinn           | Cork               | Gaelic Athletic Association                   | Calcio gaelico Hurling               | 18 000            |                   | Sì        | Trasporto pubblico                                                     |               |
| Walsh Park              | Waterford          | Gaelic Athletic Association                   | Calcio gaelico Hurling               | 17 000            | 6 000             |           | Trasporto pubblico                                                     |               |
| Markievicz Park         | Sligo              | Gaelic Athletic Association                   | Calcio gaelico                       | 17 000            |                   |           | Trasporto pubblico                                                     |               |
| Páirc Uí Chonchúir      | Tullamore          | Gaelic Athletic Association                   | Calcio gaelico Hurling               | 16 000            |                   |           | Trasporto pubblico                                                     |               |
| The Oval                | Belfast            | Glentoran                                     | Calcio                               | 15 250            |                   |           | Trasporto pubblico                                                     |               |
| MacCumhail Park         | Ballybofey         | Gaelic Athletic Association                   | Calcio gaelico Hurling               | 15 000            |                   |           | Trasporto pubblico                                                     |               |
| Fraher Field            | Dungarvan          | Gaelic Athletic Association                   | Calcio gaelico Hurling               | 15 000            | 4 000             |           | Trasporto pubblico                                                     |               |
| Parnell Park            | Dublino            | Gaelic Athletic Association                   | Calcio gaelico                       | 13 500            | 3 500             | Sì        | Trasporto pubblico                                                     |               |
| Drogheda Park           | Drogheda           | Gaelic Athletic Association                   | Calcio gaelico                       | 12 000            |                   |           | Trasporto pubblico                                                     |               |
| Páirc Seán Mac Diarmada | Carrick-on-Shannon | Gaelic Athletic Association                   | Calcio gaelico                       | 12 000            |                   |           | Trasporto pubblico                                                     |               |
| Morton Stadium          | Dublino            | Clonliffe Harriers A.C. Sporting Fingal F.C.] | Atletica leggera Calcio              | 4 000             | 800               | Sì        | Trasporto pubblico Archiviato il 27 dicembre 2007 in Internet Archive. |               |
| Pearse Park             | Longford           | Gaelic Athletic Association                   | Calcio gaelico Hurling               | 10 000            | 4 000             |           | Trasporto pubblico                                                     |               |
| Dubarry Park            | Athlone            | Fed. rugbistica irl.                          | Rugby                                | 10 000            | 850               | Sì        |                                                                        |               |
| Tolka Park              | Dublino            | Shelbourne                                    | Calcio                               | 9 700             | 9 700             | Sì        |                                                                        |               |
| Turners Cross           | Cork               | MFA Cork City                                 | Calcio                               | 7,485             | 7,485             | Sì        | Trasporto pubblico                                                     |               |
| Dalymount Park          | Dublino            | Bohemian F.C.                                 | Calcio                               | 7,955             | 7,955             | Sì        | Trasporto pubblico                                                     |               |
| Musgrave Park           | Cork               | Fed. rugbistica irl.                          | Rugby a 15                           | 8 000             | 430               | Sì        | Trasporto pubblico                                                     |               |
| Finn Park               | Ballybofey         | Finn Harps FC                                 | Calcio                               | 4 000             | 400               | Sì        | Trasporto pubblico                                                     |               |
| Brandywell              | Derry              | Derry City                                    | Calcio                               | 7 700             | 2 900             | Sì        |                                                                        |               |
| Carlisle Grounds        | Bray               | Bray W                                        | Calcio                               | 3 250             | 2 000             | Sì        |                                                                        |               |
| Donnybrook              | Dublino            | Leinster Rugby                                | Rugby a 15                           | 7 000             | 2 500             | Sì        |                                                                        |               |
| Galway Sportsgrounds    | Galway             | Connacht Rugby                                | Rugby a 15                           | 6 000             | 2300              |           |                                                                        |               |
| Athlone Town Stadium    | Athlone            | Athlone Town F.C.                             | Calcio                               | 3 000             | 2 100             | Sì        |                                                                        |               |
| Oriel Park              | Dundalk            | Dundalk FC                                    | Calcio                               | 6 000             | 1 600             | Sì        | Trasporto pubblico                                                     |               |
| Richmond Park           | Dublino            | St. Pat's                                     | Calcio                               | 5 300             | 2 800             | Sì        |                                                                        |               |
| Showgrounds             | Sligo              | Sligo R                                       | Calcio                               | 5 500             | 2 400             | Sì        |                                                                        |               |
| United Park             | Drogheda           | Drogheda Utd                                  | Calcio                               | 2 000             | 400               | Sì        |                                                                        |               |
| Solitude                | Belfast            | Cliftonville F.C.                             | Calcio                               | 5,182             |                   |           | Trasporto pubblico                                                     |               |
| Terryland Park          | Galway             | Galway Utd.                                   | Calcio                               | 5 000             | 2 900             | Sì        |                                                                        |               |
| St. Colman's Park       | Cobh               | Cobh Ramblers                                 | Calcio                               | 3 000             | 1 500             | Sì        |                                                                        |               |
| Flancare Park           | Longford           | Longford                                      | Calcio                               | 4 500             | 4 500             | Sì        |                                                                        |               |
| O'Donnell Park          | Letterkenny        | Gaelic Athletic Association                   | Calcio gaelico                       | 3 800             | 2 500             |           |                                                                        |               |
| UCD Bowl                | Dublino            | UCD RFC                                       | Rugby a 15 Calcio Football americano | 3 000             | 1 500             | Sì        | Trasporto pubblico                                                     |               |
| Regional Sports Centre  | Waterford          | Waterford Council Waterford United            | Calcio                               | 3,015             | 3,015             | Sì        |                                                                        |               |
| Jackman Park            | Limerick           | Limerick F.C.                                 | Calcio                               | 3 000             |                   | Sì        |                                                                        |               |
| Whitehall Stadium       | Dublino            | Home Farm                                     | Calcio                               | 1 500             |                   | Sì        |                                                                        |               |